# 库页球舌螺
库页球舌螺（学名：Acteocina koyasensis），又名褐皮粗米螺。球舌螺属原屬後鰓目三叉螺科球舌螺属，今屬異鰓類真後鰓類支序的頭楯目米螺科米螺屬。

## 分佈
本物種分佈於日本、東中國海的中国大陆浙江及南中國海西部的越南海域等地，也見於菲律賓宿霧南部海域。2002年，本物種亦首度於台灣屏東縣車城鄉海域發現。属于温带性种类。其一般生活于潮间带低潮线软泥砂底。如同其他米螺科物種，本物種為掠食性動物，以浮游生物為食。